# Eduardo Montagner Anguiano
Eduardo Montagner Anguiano (Chipilo, 12 maggio 1975) è uno scrittore messicano di poesia, saggi, romanzi.
Eduardo Montagner Anguiano (Anghiàno secondo la pronuncia in spagnolo) è di discendenza paterna veneta (Montagner di Segusino, Precoma di Maser, Roman di Quero e Bortolot di Feltre) e di madre originaria di Michoacán, nato a Chipilo de Francisco Xavier Mina, nello stato di Puebla, Messico. È uno scrittore di lingua veneta (variante chipileño) e spagnola. Le sue opere letterarie fanno parte della letteratura messicana del XXI secolo e mantengono l'identità propria della località poblana di Chipilo. Laureato in Linguistica è un difensore delle lingue minoritarie del Messico (focalizzando la sua attenzione in particolar modo sulla variante chipileña).
È stato allievo di Daniel Sada. Ha frequentato lo scrittore Sergio Pitol, messicano di origini venete (Lentiai, Mel) e lombarde.
Nel 2015 fa parte dei 20 autori messicani under 40 scelti a rappresentare il Messico alla Fiera del Libro di Londra.

## Dati biografici
Eduardo Montagner è nato il 12 maggio del 1975 a Chipilo, Puebla. Nipote di immigranti italiani che giunsero in Messico nel 1882 e che fondarono il paese di Chipilo, dopo aver passato l'infanzia nel paese natale, si trasferisce nella città di Puebla de Zaragoza per studiare linguistica e letteratura alla Benemérita Universidad Autónoma de Puebla. È il primo linguista nato a Chipilo e anche il primo scrittore cipilegno che ha esplorato la lingua veneta del suo paese con intenzioni letterarie e non soltanto di trascrizione della tradizione orale. 

## Opere letterarie e accademiche
Il romanzo Al prim (Il primo), scritto in veneto chipileño, è stato il suo primo lavoro in prosa; con questa opera si fanno grandi passi nella "registrazione" di una lingua minoritaria che stava via via scomparendo, lavoro reso possibile anche grazie agli sforzi congiunti tra le istituzioni messicane e quelle italiane. Nel 2006, con la sua tesi di laurea ha fatto una proposta di lettoscrittura seguendo la grafia dello spagnolo per scrivere e leggere il veneto cipilegno adeguandosi così all'alfabetizzazione che i cipilegni ricevono nelle scuole, poiché ha osservato che i cipilegni si scrivevano tra loro in spagnolo per le difficoltà di far coincidere la parlata di ogni giorno con una grafia straniera (quella del italiano che altri cipilegni difendevano). Questa proposta grafica è stata fatta su una diagnosi della situazione di lettoscrittura del veneto nella comunità, coinvolgendo i parlanti con sondaggi per strada, questionari applicati in una riunione speciale per spiegare il problema e analisi dei testi disponibili (editi, inediti e scritti quotidiani quali messaggi familiari scritti a mano). Nel 2017 però, e dopo 24 anni di aver pubblicato più volte il suo libro Il Dialetto Veneto di Segusino e Chipilo seguendo la grafia italiana, la linguista Carolyn J. MacKay ha fatto una proposta quasi identica ma senza diagnosi e senza giustificarne la necessità e neache fare un'analisi della proposta di Montagner (sono assenti le citazioni al lavoro fatto nella e dalla comunità anni prima anche con pubblicazioni non soltanto di Montagner).
Il suo primo romanzo scritto in spagnolo è stato Toda esa gran verdad, edito a livello nazionale, che tratta il tema del feticismo omoerotico per gli stivali di gomma che indossano gli allevatori di bestiame.
Nel 2022 ha scritto sulla rivista Visioni Latinoamericane un saggio dove per prima volta nella storia di Chipilo spiega la vera conformazione etnicolinguistica di Chipilo e la sua lingua, presenta le origini reali dei fondatori del paese, sfata molti miti sulla comunità, e presenta il fenomeno che chiama segusinizzazione della lingua, cultura e storia di Chipilo: L’autore presenta alcuni dati sull’origine etnolinguistica di Chipilo, illustra il formarsi di una specifica koinè e segnala il riduzionismo culturale qui chiamato “segusinizzazione”. Utilizzando un modello filosofico-antropologico si interroga sulle dinamiche che hanno permesso alla parlata veneta di conservarsi con caratteristiche sue proprie a Chipilo nell’ambito del progetto di colonizzazione agricola europea in Messico.

## Sceneggiature e traduzioni
Nel 2008 ha collaborato con il cineasta Jaime Humberto Hermosillo nella stesura di Fetiche, sceneggiatura basata sul romanzo Toda esa gran verdad.
Nel 2011 ha tradotto, insieme a Giampiero Bucci, la prosa scelta di Andrea Zanzotto nel libro intitolato El (necesario) mentir (Ediciones Vaso Roto).

## Pubblicazioni
- Parlar par véneto, víver a Mésico, Conaculta, 2005
- Al prim, Conaculta / Secretaría de Cultura de Puebla, 2006
- Toda esa gran verdad, Alfaguara, 2006 / Punto de Lectura, 2009 / Debolsillo, 2022
- Ancora fon ora,  Conaculta / Secretaría de Cultura de Puebla, 2010